# Бубанза (комуна)
3°05′ пд. ш. 29°24′ сх. д. / 3.083° пд. ш. 29.400° сх. д.
Бубанза — одна з комун провінції Бубанза, на північному заході Бурунді. Центр — однойменне містечко Бубанза . Тут знаходиться 22 коліна.